# 副朱里桑貝屬
副朱里桑貝屬（學名：Parajuresania）是輪刺貝科朱里桑貝亞科朱里桑貝族下已滅絕的一個屬，生存於晚石炭紀，生活在海底的柔軟沉積物中。

## 特徵
副朱里桑貝具有一個外觀從扁平至略凹的背殼和明顯凸起的腹殼，還有個短小的尾部和淺顯的中間印跡。兩瓣殼上都有呈同心圓排布且相互交疊的殼針，以及靠近前部突出的同心脊骨。

## 外部連結
- Parajuresania in the Paleobiology Database